# Euastacus crassus
Euastacus crassus é uma espécie de crustáceo da família Parastacidae.
É endémica da Austrália.